# Ждрело (ТВ филм из 1982)
„Ждрело” је југословенска ТВ драма из 1982. године. Режирао ју је Миљенко Дерета а сценарио је написао Новица Тадић.

## Улоге
| Глумац         | Улога |
| -------------- | ----- |
| Данило Лазовић |       |